# Nicky Katt
Nicky Katt (Acapulco, 11 mei 1970 – Burbank (Californië), 8 april 2025) was een Amerikaans acteur. 

## Biografie
Katt werd geboren in Mexico maar groeide op in Los Angeles. Hij kreeg bij zijn geboorte de naam Agustin Islas, naar zijn vader, maar nam de achternaam van zijn moeder aan toen hij zijn carrière als kindacteur begon.
Hij speelde in meerdere films, maar verzorgde ook de stem van Atton Rand, in het videospel Star Wars: Knights of the Old Republic II: The Sith Lords.
Katt overleed op 8 april 2025 op 54-jarige leeftijd door zelfdoding.

## Filmografie
- Underground Aces (1981)
- V televisieserie (1984)
- Gremlins (1984)
- Sister Act (1992)
- American Yakuza (1993)
- Dazed and Confused (1993)
- Knight Rider 2010 (1994)
- Strange Days (1995)
- A Time to Kill (1996)
- Batman & Robin (1997)
- Delivered (1998)
- Phantoms (1998)
- Boston Public televisieserie (2000)
- Rules of Engagement (2000)
- The Way of the Gun (2000)
- Boiler Room (2000)
- Insomnia (2002)
- School of Rock (2003)
- Secondhand Lions (2003)
- Sin City (2005)
- World Trade Center (2006)
- Planet Terror (Grindhouse) (2007)
- The Brave One (2007)
- Harold (2008)

- Bibliothèque nationale de France: cb14540257x (data)
- Gemeinsame Normdatei: 141140143
- International Standard Name Identifier: 0000 0000 7842 7013
- Library of Congress Control Number: no99076195
- Nationale Bibliotheek van Israël: 987007369590905171
- Système universitaire de documentation: 175937028
- Virtual International Authority File: 10087244
- WorldCat: E39PBJmDkvCDbdCJp34gVMm8G3